# Hans Christoph von Natzmer
Hans Christoph von Natzmer (* 14. September 1743 in Pretzsch; † 1. Oktober 1807 in Graudenz) war ein preußischer Generalmajor, Chef des Infanterieregiments Nr. 54 sowie Erbherr ein Geitzeln, Kreis Preußisch Holland.

## Leben

### Herkunft
Hans Christoph war der Sohn von Wolf Heinrich Ernst von Natzmer (1699–1770) und dessen Ehefrau Johanna Sidonie von Trotha (1705–1771) aus dem Hause Krosigk. Sein Vater war preußischer Leutnant im Kürassierregiment Nr. 6 und später herzoglich sächsischer Amtshauptmann von Schkopau, Pretzsch, Korseburg und Gieckau.

### Militärkarriere
Natzmer kam 1762 in die Garde von Hessen-Kassel und wurde 1765 Sekondeleutnant im 1. Bataillon. Im Jahr darauf erfolgte seine Beförderung zum Premierleutnant mit dem Rang als Kapitän. 1773 nahm Natzmer seinen Abschied, trat in preußische Dienste über und wurde am 5. Mai 1773 als Kapitän und Kompaniechef im Infanterieregiment „von Lengefeld“ angestellt. Während des Bayerischen Erbfolgekrieges nahm er am Gefecht von Habelschwerdt teil. Am 22. Juni 1784 wurde er Major und am 10. Mai 1788 Kommandeur des Infanterieregiments „Graf von Schwerin“. Am 6. Juni 1791 wurde er Oberstleutnant und am 20. Februar 1793 Oberst. Während des Feldzuges in Polen nahm Natzmer an der Einnahme von Warschau sowie an der Schlacht an der Rawka teil. Am 8. Juni 1794 erhielt er den Orden Pour le Mérite. Am 28. Januar 1799 wurde er Chef des Infanterieregiments „von Mosch“. Kurz danach am 20. Mai 1799 wurde er mit Patent vom 22. Mai 1799 zum Generalmajor befördert.
Während des Vierten Koalitionskrieges gehörte Natzmer mit seinem Regiment zum Korps Blücher und geriet nach der Schlacht bei Lübeck durch die Kapitulation von Ratekau in französische Gefangenschaft. Er wurde am 10. August 1807 auf Halbsold gesetzt und starb wenig später am 1. Oktober 1807 in Graudenz.

### Familie
Natzmer heiratete am 11. Februar 1777 auf Maldeuten Henriette von Brederlow (1750–1823). Das Paar hatte folgende Kinder:
- Franz (* 1777) ⚭ Marie Louise von Hildebrandt (1783–1841)
- Hans (1783–1853), preußischer Oberst a. D. ⚭ Henriette de Gaultier-St. Blancard († 1878)
- Ernst (1786–1854), preußischer Oberst a. D. ⚭ Karoline Freiin von Eickstedt († 1838) aus dem Hause Bantow[2]
- Albertine Sophie (1789–1810), Stiftsdame in Heiligengrabe